# DIMAG
DIMAG (Kurzform für Digitales Magazin) ist ein Paket von Software-Lösungen für die digitale Langzeitarchivierung von vor allem behördlichen digitalen Unterlagen. Um die ab 2006 zunächst nur vom Landesarchiv Baden-Württemberg entwickelte Software ist eine bundesländer- und kantonsübergreifende Entwicklungsgemeinschaft entstanden. DIMAG wird in staatlichen, kommunalen und kirchlichen Archiven eingesetzt und ist auch nur für diese auf Basis einer öffentlich-rechtlichen Verwaltungsvereinbarung verfügbar. Die Lösung lässt sich auf dem OAIS-Standard abbilden.

## Entwicklung
DIMAG besteht als Software-Lösung aus mehreren Modulen, darunter das DIMAG Kernmodul, das DIMAG Access Tool, das DIMAG Bestandserhaltungsmodul (BEM), die Website-Archivierungssoftware DIMAG Web Ingest (DIWI) sowie die Software DIMAG IngestTool, DIMAG Ingestprozessmodul (IPM) und DIMAG Ingestwerkzeug E-Akte (DIWA).
Die Gruppe der Entwickler der Kooperationspartnerschaft ist seit 2010 auf 13 von 16 der deutschen Landesarchive sowie weiterer schweizerischer Kantonsarchive und dem Wiener Stadt- und Landesarchiv angewachsen. Dazu gehören von deutscher Seite seit 2010 das Hessische Landesarchiv, seit 2012 die Staatlichen Archive Bayerns, seit 2016 der DAN-Verbund (kurz: Kooperationsverbund Digitale Archivierung Nord; bestehend aus den Landesarchiven Bremen, Hamburg, Mecklenburg-Vorpommern, Sachsen-Anhalt und Schleswig-Holstein, mittlerweile auch Berlin und Brandenburg). Das Niedersächsische Landesarchiv und das Landesarchiv Thüringen firmieren bei DIMAG im Rahmen eines Verbunds mit dem Hessischen Landesarchiv.
Kommunal-, Universitäts- und Kirchenarchive in den teilnehmenden Bundesländern können DIMAG nutzen. Die Mandantenfähigkeit nutzt beispielsweise das Kommunale DIMAG Baden-Württemberg, das beim kommunalen IT-Dienstleister Komm.ONE angeboten wird. Nur das Stadtarchiv Stuttgart nutzt die Software-Lösung DiPS.kommunal, welches sonst hauptsächlich in nordrhein-westfälischen Kommunalarchiven eingesetzt wird.